# Consell Legislatiu Palestí
El Consell Legislatiu Palestí (àrab: المجلس التشريعي الفلسطيني, al-Majlis at-Taxrīʿī al-Filasṭīnī), també anomenat Parlament Palestí o Consell Legislatiu de Palestina, és el cos legislatiu de l'Autoritat Nacional Palestina, un òrgan unicameral amb 132 membres, triats entre els setze districtes electorals de Cisjordània i la Franja de Gaza. Es reuní per primer cop el 7 de març de 1996. La seu del Consell Legislatiu Palestí és a Ramal·lah, Palestina.
El Consell Legislatiu Palestí va aprovar una nova llei al juny de 2005 en la que es va augmentar el nombre dels seus membres de 88 a 132, i que a més estipula que la meitat serien triats sota un sistema de representació proporcional i l'altra meitat per la pluralitat de vot general en els districtes electorals tradicionals. Les eleccions parlamentàries van tenir lloc el 25 de gener de 2006.
El Consell Legislatiu Palestí ha estat incapaç d'exercir a plenitud les seves funcions a causa de l'empresonament israelià d'alguns dels seus membres, pel conflicte entre els partits Fatah i Hamàs i per la indefinida postergació de les eleccions pel lideratge de Fatah.

## Història

### Primer Consell Legislatiu Palestí, 1996-2006
Les primeres eleccions legislatives palestines es van celebrar el 20 de gener de 1996, d'acord amb la Llei Electoral Palestina nº 13 de 1995 i les seves esmenes. La llei va adoptar el sistema de majoria simple (districtes). No obstant això, les eleccions van ser boicotejades per Hamàs, i Fatah va obtenir 62 dels 88 escons. El primer CLP es va reunir per primera vegada el 7 de març de 1996. El Consell estava destinat a substituir a l'Autoritat Palestina controlada per Arafat/Fatah, que es va establir com a òrgan temporal, a l'espera de la inauguració del Consell. No obstant això, Arafat mai va transferir els seus poders al Consell.
Després de la dimissió del primer ministre palestí, Mahmud Abbas, el 6 de setembre de 2003, el President del Consell Legislatiu Palestí, Ahmed Qurei, es va convertir en Primer Ministre en funcions. Qurei va ser Primer Ministre del 7 d'octubre de 2003 al 26 de gener del 2006.

### Segon Consell Legislatiu Palestí, 2006-present
La Llei Fonamental va ser modificada el 2003. D'acord amb l'article 66 de la Llei Fonamental modificada de 2003, es requeria l'aprovació del Consell Legislatiu Palestí per a qualsevol nou govern. El Consel, el juny del 2005, va augmentar el seu nombre de membres de 88 a 132, sent la meitat triats per un sistema de representació proporcional i l'altra meitat per vot en bloc en circumscripcions tradicionals.

## Composició
| Colors | Partits polítics                             | Nombre d'escons |
| ------ | -------------------------------------------- | --------------- |
|        | Hamàs                                        | 74              |
|        | Al-Fatah                                     | 45              |
|        | Independents                                 | 4               |
|        | Front Popular d'Alliberament de Palestina    | 3               |
|        | Tercera Via                                  | 2               |
|        | Iniciativa Nacional Palestina                | 2               |
|        | Partit del Poble Palestí                     | 1               |
|        | Front Democràtic d'Alliberament de Palestina | 1               |